# Distretto di Na Yung
Il distretto di Na Yung (in thailandese: นายูง) è un distretto (amphoe) della Thailandia, situato nella provincia di Udon Thani.